# Елешец
Елешец је заселак у Републици Македонији. То је ново насеље и саставни је део села Елшани. Налази се у близини града Охрида и Охридског језера.